# 大濠
大濠（おおほり）は福岡県福岡市中央区の町名。現行の行政地名は大濠一丁目及び二丁目。全域で住居表示を実施している。面積は162,340平方メートル (16.23 ha)。2023年1月末現在の人口は2,133。郵便番号は810-0052。

## 地理

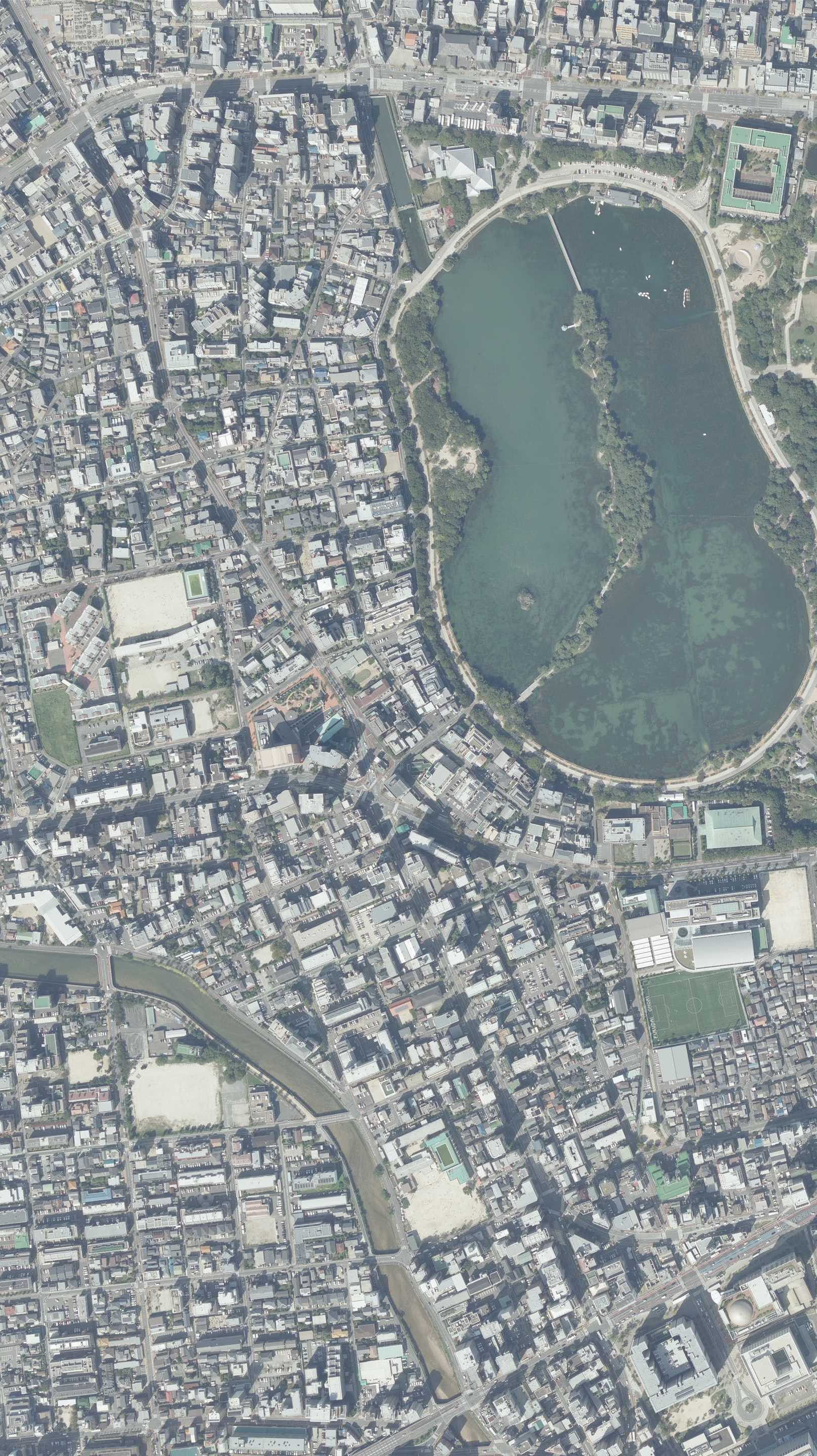
土地利用の状況

福岡市の「都心部」の中心とされる中央区天神等の西約2.5キロメートル、中央区の北西部、大濠公園周辺に位置する。北で黒門と、北及び東で大濠公園と、南で六本松と、南西で草香江と、西南西で鳥飼及び今川と隣接する。町域内は主に住宅地として土地利用がなされている。北方には地下鉄が通っており、駅も近く、交通の利便性が高い。

### 都市計画
都市計画に関しては、「福岡市都市計画マスタープラン」において、大濠地区は、戸建住宅などの低層住宅が大部分を占めるが、一部中層住宅などが立地する「低中層住宅ゾーン」に位置付けられ、良好な住環境の保全・形成や緑化の推進などがまちづくりの視点とされている。幹線道路である福岡市道堅粕西新2号線の沿道は、商業、業務、サービス施設や中高層住宅などが連続した「沿道軸」に位置付けられている。用途地域は、城南線の北側道路境界線から概ね50メートルの範囲は第二種住居地域に指定されている。これ以外の範囲は第一種住居地域に指定されている。

## 歴史

### 町域の変遷
| 住居表示実施後       | 実施年月日         | 住居表示実施前（各町名・大字の一部）                             |
| -------------------- | ------------------ | ---------------------------------------------------------------- |
| 大濠一丁目及び二丁目 | 1963年（昭和38年） | 大濠町・菰川西町・菰川東町・大名町・新大工町・鳥飼町1丁目〜6丁目 |

## 人口
大濠の人口の推移を福岡市の住民基本台帳（公称町別）に基づき示す（単位：人）。集計時点は各年9月末現在である。
- 2001年（平成13年）：1,670
- 2002年（平成14年）：1,788
- 2003年（平成15年）：1,857
- 2004年（平成16年）：1,888
- 2005年（平成17年）：1,972
- 2006年（平成18年）：1,994
- 2007年（平成19年）：1,975
- 2008年（平成20年）：1,938
- 2009年（平成21年）：2,005
- 2010年（平成22年）：2,103
- 2011年（平成23年）：2,158
- 2012年（平成24年）：2,150
- 2013年（平成25年）：2,199
- 2014年（平成26年）：2,229
- 2015年（平成27年）：2,107
- 2016年（平成28年）：2,168
- 2017年（平成29年）：2,159
- 2018年（平成30年）：2,152
- 2019年（令和元年）：2,134
- 2020年（令和2年）：2,106
- 2021年（令和3年）：2,095
- 2022年（令和4年）：2,135

## 施設

### 公共・公益施設
- 福岡管区気象台
- 在福岡アメリカ合衆国領事館
- 福岡武道館（博多区に移転予定）

### 学校
- 大濠聖母幼稚園[注釈 3]（写真）
- 福岡カレッジ・オブ・ビジネス[注釈 4]（写真）

町内に公立の小・中学校は存在しないが、校区については、小学校区、中学校区についてそれぞれ次の学校の校区に属する。

#### 公立の小学校
- 一丁目並びに二丁目1番から11番まで、12番（1号から10号まで及び39号から44号まで)及び13番（1号から15号まで及び43号から49号まで)：福岡市立南当仁小学校（）（鳥飼二丁目4番61号）
- 二丁目12番（11号から38号まで）及び13番（16号から42号まで）：福岡市立当仁小学校（）（唐人町三丁目1番45号）

#### 公立の中学校
- 全域：福岡市立当仁中学校（）（福浜二丁目7番1号）

## 交通

### 道路
主な幹線道路は次の通り。

#### 都市高速道路
都市高速道路としては、町外ではあるが、北方に福岡高速環状線が通っており、最寄りの出入口は次の通り。
- 天神北出入口（料金所・ランプ ・インターチェンジ、道程で約3.0～3.5キロメートル）
- 西公園出入口（料金所・ランプ、道程で約1.6～2.5キロメートル）
- 百道出入口（料金所・ランプ、道程で約2.0～3.0キロメートル）

#### 県道
- 県道557号東油山唐人線

#### 市道
- 福岡市道堅粕西新2号線（福岡市道路愛称：国体道路）
- 大濠東油山線（福岡県道557号東油山唐人線と一部区間で重複）

### 鉄道
鉄道については、福岡市交通局が運営する地下鉄の複数の路線が周辺に通っており、駅は町外ではあるが近く、交通の利便性が高い。
町域の北方に福岡市地下鉄空港線が通っており、次の駅がある。
- 唐人町駅（道程で約0.3～1.6キロメートル、黒門、唐人町一丁目、地行一丁目及び今川一丁目に跨る位置）
- 大濠公園駅（道程で約0.8～1.6キロメートル、大手門一丁目及び荒戸一丁目に跨る位置）

また、町域の南方に福岡市地下鉄七隈線が通っており、次の駅がある。
- 六本松駅（道程で約0.7～1.5キロメートル、六本松二丁目及び四丁目に跨る位置）

### バス
バスについては、西日本鉄道株式会社が運営する西鉄バスが運行しており、次の停留所がある。
- 国体道路沿い：大濠公園南、福大大濠中高前

また、町外にはなるが、次の停留所も近い。
- 明治通り沿い：唐人町、黒門
- 城南線沿い：大濠